# Вишедоме биљке
Вишедоме биљке (полигаме) су оне врсте које имају и једнополне и двополне цветове који су распоређени у различитим комбинацијама на различитим биљкама. Тако да неке биљке исте врсте могу имати искључиво једнополне или комбинације једнополних и двополних цветова.

## Примери
Неке врсте јавора су вишедоме биљке.